# Орден Пакистана
Орден Пакистана — высшая государственная награда Пакистана за выдающиеся заслуги перед страной.

## История
Орден был учрежден 19 марта 1957 года.
Список награждённых объявляется ежегодно 14 августа в День независимости, а торжественная церемония награждения проходит 23 марта в государственный праздник — День Пакистана.
Дизайн знаков ордена менялся дважды: в 1975 и 1986 годах.

## Степени
В четырёх степенях:
- 1 класс — Nishan-e-Pakistan. Состоит из орденской цепи, звезды и знака на чресплечной ленте.
- 2 класс — Hilal-e-Pakistan. Состоит из звезды и знака на шейной ленте.
- 3 класс — Sitara-e-Pakistan. Состоит из знака на шейной ленте.
- 4 класс — Tamgha-e-Pakistan. Состоит из знака на колодке.

## Описание

### Тип 1 (1957—1975)
Знак ордена представлял собой золотую десятиконечную звезду с заострёнными двугранными лучиками. В центре круглый медальон с каймой зелёной эмали. В медальоне вписанный в круг государственный герб Пакистана в цветных эмалях. Знак при помощи переходного звена в виде золотых полумесяца и пятиконечной звезды крепится к орденской ленте.
4 класс ордена представлял собой бронзовую медаль в виде центрального медальона ордена без эмалей.
Лента ордена белая с зелёными полосками по краям и в центре, в зависимости от класса ордена:
- 1 класс — без полоски
- 2 класс — одна полоска по центру
- 3 класс — две полоски по центру
- 4 класс — три полоски по центру

### Тип 3 (с 1986 по настоящее время)
Орденская цепь состоит из чередующихся овальных медальонов, соединённых между собой двойными цепочками. Центральный медальон резной, несёт на себе полный герб Пакистана. 
Знак ордена представляет собой золотую семиконечную звезду, лучи которой с золотой каймой покрыты зелёной эмалью. На лучи наложены золотые полумесяцы с пятиконечными звёздами. Между лучей штралы в виде трёх заострённых лучей, покрытых белой эмалью. В центре золотой семигранник с вогнутыми внутрь грянями с каймой зелёной эмали с круглым медальоном в центре. Золотой медальон с каймой зелёной эмали несёт на себе выступающий полный герб Пакистана.
Знак при помощи переходного звена крепится к орденской ленте.
Звезда ордена аналогична знаку, но большего размера.
Лента ордена зелёного цвета с отстающими от края белыми полосками.

## Иностранные получатели ордена 1 класса
| Имя                             | Страна                      | Дата награждения     |
| ------------------------------- | --------------------------- | -------------------- |
| Елизавета II                    | Соединённое Королевство     | 1960 год             |
| Иосип Броз Тито                 | Югославия                   | 13 января 1961 года  |
| Дуайт Эйзенхауэр                | Соединённые Штаты Америки   |                      |
| Ричард Никсон                   | Соединённые Штаты Америки   | 1 августа 1969 года  |
| Карим Ага-хан IV                |                             | 23 марта 1983 года   |
| Морарджи Десаи                  | Индия                       | 19 мая 1990 года     |
| Нельсон Мандела                 | Южно-Африканская Республика | 3 октября 1992 года  |
| Ли Пэн                          | Китай                       | 10 апреля 1999 года  |
| Хамад бин Халифа Аль Тани       | Катар                       | 1999 год             |
| Кабус бен Саид                  | Оман                        | 21 апреля 2001 года  |
| Мухаммед VI                     | Марокко                     | 19 июля 2003 года    |
| Абдалла ибн Абдель Азиз Ал Сауд | Саудовская Аравия           | 1 февраля 2006 года  |
| Ху Цзиньтао                     | Китай                       | 24 ноября 2006 года  |
| Реджеп Тайип Эрдоган            | Турция                      | 26 октября 2009 года |
| Абдулла Гюль                    | Турция                      | 31 марта 2010 года   |